# Comté d'Elkhart
Pour les articles homonymes, voir Elkhart.
Le comté d'Elkhart (en anglais : Elkhart County) est un comté de l'État de l'Indiana, aux États-Unis. Il compte 197 559 habitants au recensement de 2010. Son siège est Goshen.
Situé dans le nord de l'Indiana, à la frontière avec le Michigan, le comté abrite une importante communauté amish.